# Диань-Фай, Абдулай
Абдула́й Диань-Фай (фр. Abdoulaye Diagne-Faye; 26 февраля 1978, Дакар) — сенегальский футболист, защитник. Выступал в сборной Сенегала.

## Карьера

### Клубная
Профессиональную карьеру начал в сенегальских клубах «АСЕК Ндиамбур» и «Жанна д’Арк».
В июле 2002 года на правах свободного агента заключил контракт с французским клубом «Ланс». В свой первый сезон выходил на поле 16 раз, причём в 13-ти играх в стартовом составе. Играл также в матчах Лиги чемпионов и Кубка УЕФА в сезоне 2002/03. Клуб занял 8-е место. В чемпионате 2003/04 участвовал в 19-ти играх, из них в 17-ти вышел в стартовом составе). Клуб второй год подряд занял 8-е место.
В июле 2004 года был отдан в аренду клубу «Истр», который вышел в высшую французскую лигу. Провёл за «Истр» 28 игр. Команда заняла последнее место в чемпионате сезона 2004/05.
В июле 2005 года был отдан в аренду клубу английской Премьер-лиги «Болтон Уондерерс», в котором сразу же стал игроком основного состава. Провел 27 игр, забил 1 гол — в матче 15-го тура против лондонского «Арсенала». Играл во всех матчах «Болтона» в рамках Кубка УЕФА 2005/06. Команда заняла 8-е место в чемпионате.
В июле 2006 года «Болтон Уондерерс» за 750 тысяч фунтов стерлингов выкупил права на игрока. Контракт был заключен до 31 августа 2007 года. Провёл 32 игры в сезоне 2006/07, забил по голу в ворота «Арсенала» и «Портсмута». Команда заняла 7-е место в чемпионате, получив право участвовать в розыгрыше Кубка УЕФА.
31 августа 2007 года за 2 миллиона фунтов стерлингов перешёл в «Ньюкасл Юнайтед». Дебютировал в первом туре Премьер-Лиги сезона 2007/08 против своей бывшей команды — «Болтон Уондерерс», «Ньюкасл Юнайтед» победил на выезде со счётом 1:3, Дьянь-Фей отыграл весь матч. Всего за сезон выходил на поле 23 раза, забил один гол в матче против «Манчестер Юнайтед», который его команда проиграла со счётом 1:5. В итоге команда заняла 12-е место в сезоне 2007/08.
15 августа 2008 года за 2,25 миллиона фунтов стерлингов перешёл в клуб «Сток Сити», вернувшийся в высший дивизион английского чемпионата. Постоянно выходил в основном составе.

### Сборная Сенегала
За сборную выступает с 2002 года. Играл за сборную на финальных стадиях Кубка африканских наций 2006 и 2008 годов. Лучший результат — 4-е место в 2006 году.

## Достижения
- Чемпион Сенегала: 2002